# Феликс Щайнер
Феликс Мартин Юлиус Щайнер (на немски: Felix Martin Julius Steiner) е германски офицер, СС-обергрупенфюрер, генерал от войските на Вафен-СС, командващ 5-а СС танкова дивизия „Викинг“ и 3-ти СС танков корпус по време на Втората световна война (1939 – 1945).

## Биография

### Ранен живот и Първа световна война
Роден е на 23 май 1896 година в гр. Щалупьонен, Източна Прусия, Германия (днес Нестеров, Калининградска област, Русия). Завършва средно училище в град Кьонигсберг.
Постъпва в германската имперска армия през 1914 година, постъпвайки като кадет в Пруския офицерски корпус.
Воюва на Източния фронт по време на Първата световна война, но е тежко ранен при нападението на Литва и почти 2 години се лекува. Награден е с Железен кръст I и II степен. Напуска армията с чин оберлейтетант.

### Междувоенен период
В следвоенните години е командир на доброволческите отряди „Фрейкорпс“ в град Мамел, Източна Прусия (днешна Литва). През 1922 година отново се присъединява към армията, а през 1933 година е произведен в чин майор.
През 1934 година става член на НСДАП и СА, за кратко разработва тренировъчна програма за тактики и обучение на СС формированията, чийто член става през 1935 година.
След повторното въвеждане на задължителната военна служба в Германия постъпва на служба в СС частите с чин щурмбанфюрер, поемайки командването на батальон, част от СС полк „Дойчланд“. Само след година е повишен в чин щандартенфюрер и поема командването на полка. В навечерието на Втората световна война е произведен в чин оберфюрер.

### Втора световна война (1939 – 1945)
Участва в Нападението на Полша и окупацията на чешката Судетска област. През 1940 година участва във Френската кампания, където за проявена храброст и воински заслуги е награден с Рицарски кръст.
След началото на войната, СС-Райхсфюрера Хайнрих Химлер го натоварва със задачата да създаде и командва новото доброволческо военно формирование на СС-дивизията „Викинг“ (по-късно наречена 5-а СС танкова дивизия „Викинг“).
Дивизията е формирана през 1941 година от СС полковете „Нордланд“ и „Вестланд“. В дивизия „Викинг“ воюват и чуждестранни доброволци („расово приемливи народи“, както били наричани на нацистки жаргон) – фламандци, холандци, валони, датчани, норвежци и финланци. Въпреки това чужденците съставят 9 % от личния състав на дивизията (1000 от 11 000). „Викинг“ била първата Вафен-СС част, включваща в състава си чужденци. Начело на дивизията е в Битката за Кавказ и овладяването на Кавказките нефтени полета.
През 1943 година е назначен за командващ 3-ти СС танков корпус. Начело на корпуса участва в бойни действия на Източния фронт. След военните действия при „Курланския котел“, корпуса понася тежки загуби и численният му състав намалява драстично и в началото на 1945 година е трансформиран като част от новосъздадената група армии „Висла“, командвана лично то Химлер. През февруари 1945 година Химлер назначава Щайнер за командващ 11-а армия, но на 5 март на същата година е заменен от генерал Валтер Лухт.
На 21 април 1945 година по нареждане на Адолф Хитлер е създадена армейска група Щайнер (Armeeabteilung Steiner), командвана от него, на която фюрерът нарежда да нанесе контраудар по руските войски в района на южните предградия на Берлин и да пробие обръча на Първи беларуски фронт, командван от маршал Георгий Жуков. Съгласно нарежданията на Хитлер Щайнер прави пробив в северния фланг на Червената армия, за да могат в същото време генерал Теодор Бусе и неговата армия да хванат „в клещи“ съветските войски.
В Битката за Берлин, на 22 април 1945 година, Хитлер нарежда на своите генерали да се бият докрай, след което да се самоубият.
Щайнер отказва да изпълни заповедта и изтегля частите си в западна посока. На 3 май се предава на съюзническите войски.

### Следвоенни години
След пленяването му от съюзниците е включен в списъка за обвиняемите в Нюрнбергския процес, но малко по-късно е изваден от списъка.
Пише мемоари и книги за войната. Умира на 17 май 1966 г. в Мюнхен.

## Военни награди
| - Германски орден „Железен кръст“ (1914) – II (?) и I степен (?) - Сребърна пластинка към ордена Железен кръст (1914) – II (?) и I степен (?) - Рицарски кръст с дъбови листа и мечове - Носител на Рицарски кръст (15 август 1940) - Носител на Дъбови листа № 159 (23 декември 1942) - Носител на Мечове № 86 (10 август 1944) | - Орден „Германски кръст“ (1942) – златен (22 април 1942) - Германски медал „За зимна кампания на изтока 1941/42 г.“ (?) - Германски „СС пръстен на честта“. (?) - Орден на ветеран войник „Шеверон“ (?) - Финландски орден „Кръст на свободата“ (?) – с дъбови листа и мечове I степен. (?) - Упоменат в ежедневния доклад на Вермахтберихт (1 август 1944) |